# Dasyvalgus palawanus
Dasyvalgus palawanus är en skalbaggsart som beskrevs av Ricchiardi 1996. Dasyvalgus palawanus ingår i släktet Dasyvalgus och familjen Cetoniidae. Inga underarter finns listade i Catalogue of Life.